# Persisk filosofi
Persisk filosofi, även iransk filosofi, syftar på något av många traditionella filosofiska tänkanden i Iran, inkluderande zoroastrisk filosofi, zurvanistisk filosofi, manikeisk filosofi och merparten av den så kallade islamiska filosofi som formulerats av iranier.

## Förislamisk persisk filosofi
Den äldsta persiska filosofin utgår från den iranske filosofen och diktaren Zarathustra som levde i nordöstra Iran omkring 1500 f.Kr.. Zarathustras filosofi finns bevarad i hans Sånger och är föremål för detaljerade utläggningar i pahlavilitteraturen.
Många av de zoroastriska tankeskolorna utvecklades under den sasanidiska dynastin då Iran var en stormakt i Västasien. En sådan skola var zurvanismen som har sina rötter i akemenidisk tid och beskrivs av historieskrivaren Theopompos (300-talet f.Kr.). Det mest kända filosofiska verket på medelpersiska (pahlavi) är Mardānfarrox-e Ohrmazd-Dāds Shkand gumānīg wizār ("Utläggning mot tvivlen"). Gundishapurakademin var en berömd skola i Iran där man undervisade filosofi. Efter att kejsaren Justinianus 529 stängt Skolan i Athen togs de sista hellenistiska filosoferna emot av Khosrou I. Det bedrevs viktig forskning inom medicin, astronomi och matematik i Gundishapur som utgjorde det intellektuella fundamentet för Bait al-hikma i Bagdad.
Persisk filosofi har påverkat grekisk filosofi genom iranska mager under mediska perioden och akemenidiska perioden.

## Centrala idéer
Persisk filosofi kretsar kring ontologisk dualism (förhållandet mellan tanke och materia), etisk dualism (mellan gott och ont) och förhållandet mellan tanke och handling. Förhållandet mellan essens och existens har också viktig roll för persiska filosofer under medeltiden.

## Medeltida persisk filosofi
Den medeltida persiska filosofin byggde vidare på det antika intellektuella arvet och var också starkt påverkade grekisk filosofi, vilket innebar att man intresserade sig för frågor rörande essens och existens. Till de främsta inriktningarna hör Avicennas syntes av aristotelism och nyplatonism och den så kallade transcendentalismen företrädd av Molla Sadra som underströk existensens centrala roll i filosofin. Avicenna hade en stark påverkan på skolastiken i Europa.

## Nutida persisk filosofi
I dag lever den persiska filosofin framförallt vidare bland zoroastriska tänkare i Indien, Iran och Nordamerika. En framstående persisk filosof inom islam är Seyyed Hossein Nasr. Nutida persisk filosofi i Iran står under starkt inflytande av västerländsk filosofi, främst Kant, Nietzsche, Popper och Foucault.
Persiska filosofer är namnkunniga för att de i huvudsak berör kunskapsteori, kosmologi och etik, vilket speglar arvet efter Zarathustra.

## Kända filosofer
- Avicenna
- Bozorgmehr Bokhtagan
- Ibn al-Rawandi
- Jamasp Hvovi (räknas som filosof i det medelpersiska verket Jāmāsp-nāmag)
- Miskawayh
- Nasir al-Din al-Tusi
- Razi
- Shihab al-din Suhrawardi
- Zarathustra